# أبراهام روتيتش
أبراهام كيبشيرتشير روتيتش (بالإنجليزية: Abraham Kipchirchir Rotich) (مواليد 26 يونيو 1993) عداء مسافات متوسطة بحريني الجنسية كيني المولد. فاز روتيتش بسباق 800 متر في الدوري الماسي عام 2012 في موناكو.

## المسيرة الرياضية
افتتح روتيتش موسم 2012 في لقاء غولدين سباين أوسترافا في 25 مايو حيث حل في المركز الثالث في سباق 800 متر بزمن قدره 1:45.52 دقيقة ثم تحسن إلى 1:44.46 دقيقة في ريلينغين بألمانيا بعد ثلاثة أيام وكلاهما يدخلان ضمن معايير التأهيل الأولمبية. ومع ذلك فقد حل في المركز الرابع فقط في عام 2012 في التصفيات الأولمبية الكينية وبالتالي عدم التأهل للمشاركة في دورة الألعاب الأولمبية بسبب عدم حلوله في أحد المراكز الثلاثة الأولى.
ثم سجل أفضل رقم شخصي بزمن قدره 1:43.62 دقيقة في لييج في 5 يوليو وحسنه إلى 1:43.15 دقيقة بعد يومين في بطولة اوسدان-زولده لألعاب القوى محطما الرقم القياسي على مستوى الشباب الكيني الذي سجل في عام 2011 باسم بطل العالم للشباب ليونارد كوسينتشا. فقط رياضيين استطاعا الجري أسرع منه في عام 2012. ومع ذلك كان روتيتش غير راض عن الزمن الذي حققه.
شارك روتيتش للمرة الأولى في الدوري الماسي في 20 يوليو في موناكو حيث فاز في السباق مع تحقيق أفضل زمن له وقدره 1:43.13 دقيقة وكان الفوز على كوسينتشا. شارك في السباق أيضا الأمريكي دوان سولومون الذي حل في المركز الرابع في دورة الألعاب الأولمبية بعد ثلاثة أسابيع والسوداني أبو بكر كاكي الحائز على الميدالية الفضية في بطولة العالم لألعاب القوى 2011. آخر ظهور لروتيتش في الدوري الماسي بعد أربعة أسابيع في بطولة ستوكهولم باوهاوس لألعاب القوى حيث حل في المركز الثالث خلف محمد أمان وتوفيق مخلوفي. في آخر سباق له في عام 2012 فاز على الحائز على الميدالية البرونزية في دورة الألعاب الأولمبية الكيني تيموثي كيتوم في بطولة دوبنيتسا ناد فاهوم بسلوفاكيا.
تصنف مجلة أخبار ألعاب القوى روتيتش في المرتبة السادسة على مستوى العالم في سباق 800 متر.

## روابط خارجية
- أبراهام روتيتش على موقع الاتحاد الدولي لألعاب القوى (الإنجليزية)
- أبراهام روتيتش على موقع الدوري الماسي (الإنجليزية)
- أبراهام روتيتش على موقع أوليمبيديا (الإنجليزية)